# ヴォルテール駅
ヴォルテール駅（ヴォルテールえき、仏： Voltaire）は、フランス・パリ11区にあるメトロ（地下鉄）9号線の駅。
1933年12月10日に開業した。
駅名は、駅のあるヴォルテール広場（1957年以降はレオン・ブルム広場と改称されており、副駅名はこれにちなむ）にちなむ。

## 駅周辺
- 第11区役所

## 隣の駅
■9号線
サンタンブロワーズ（Saint-Ambroise） - ヴォルテール駅 - シャロンヌ （Charonne）

## ギャラリー

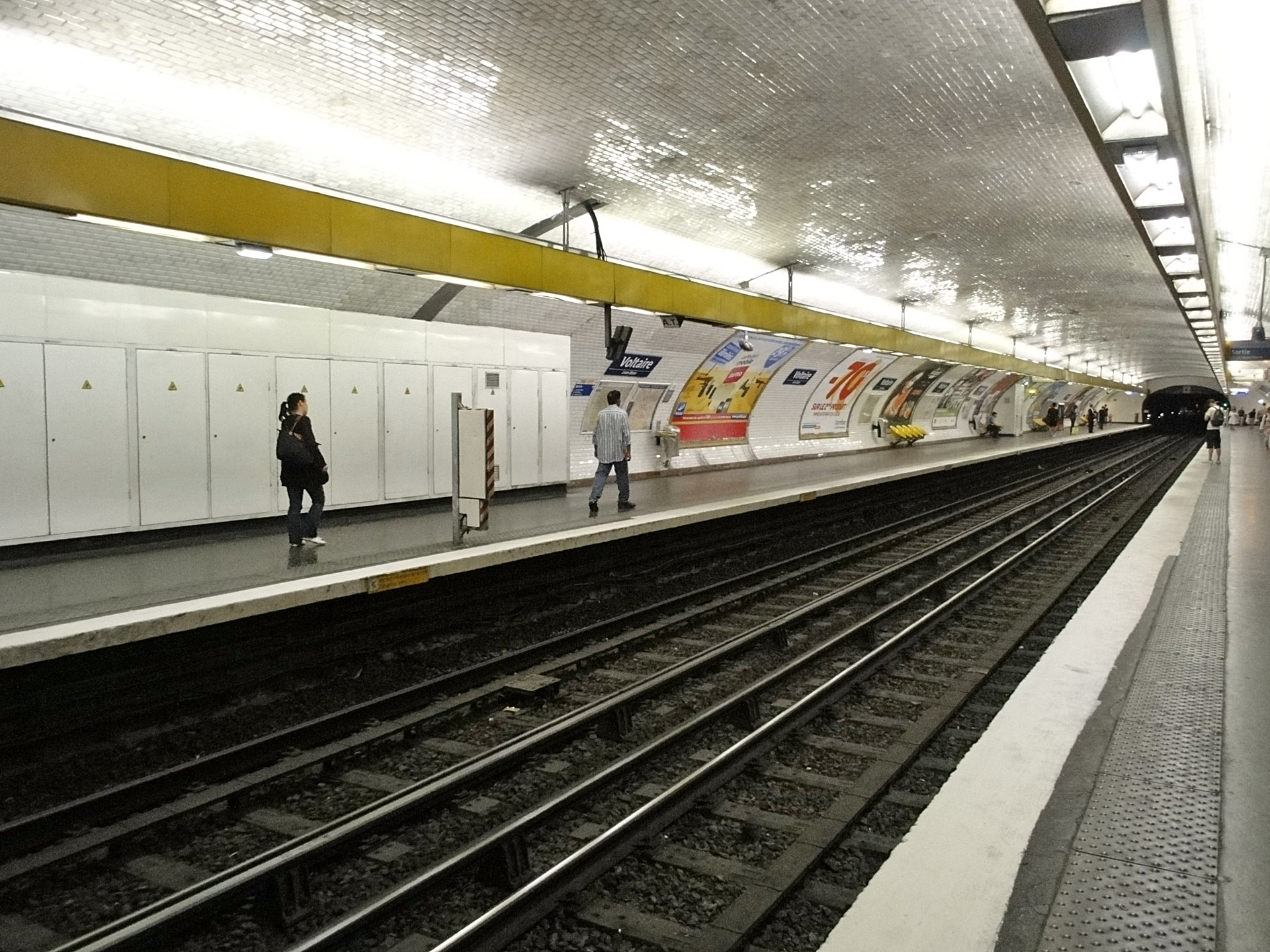
ホームの様子
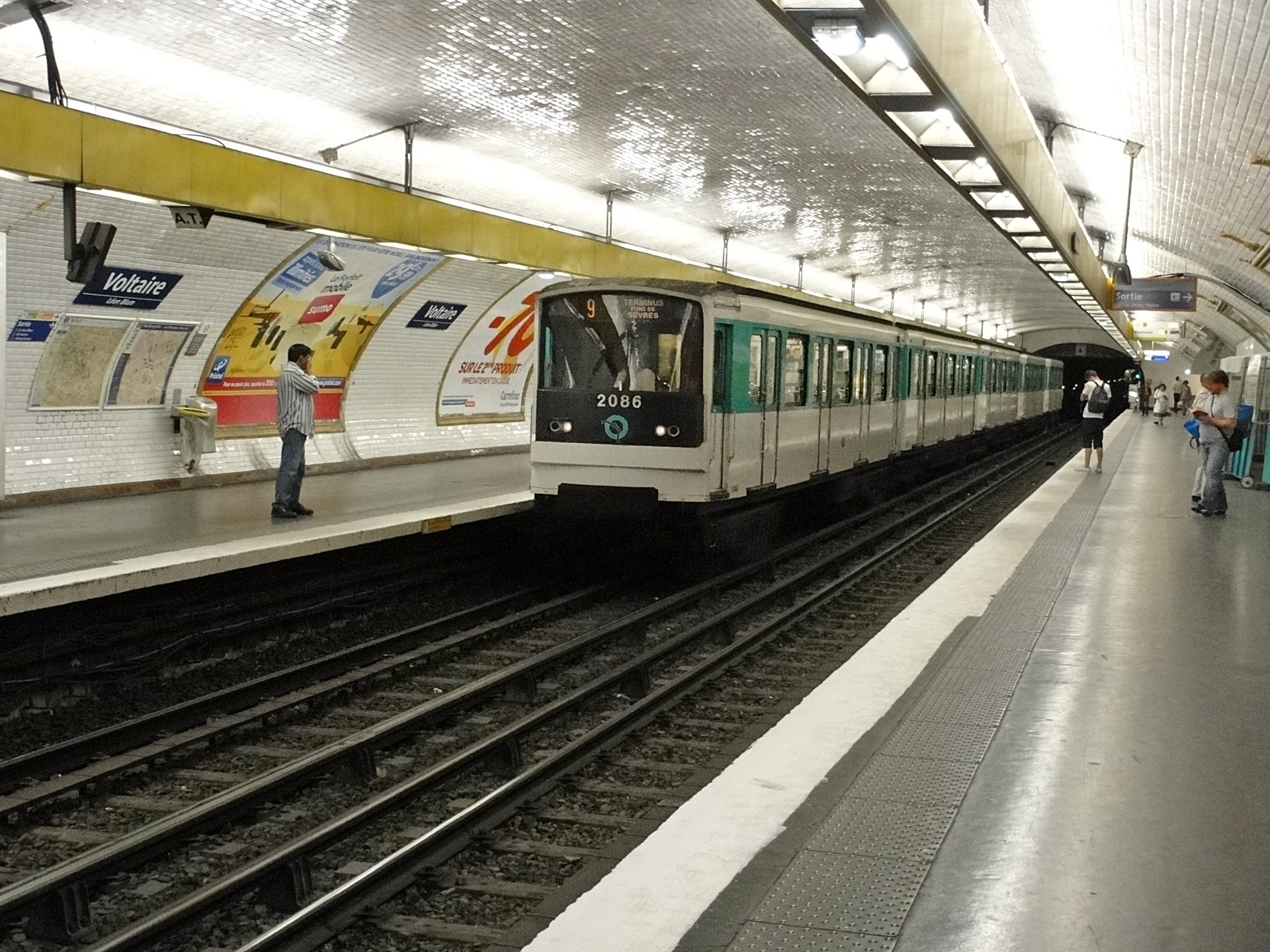
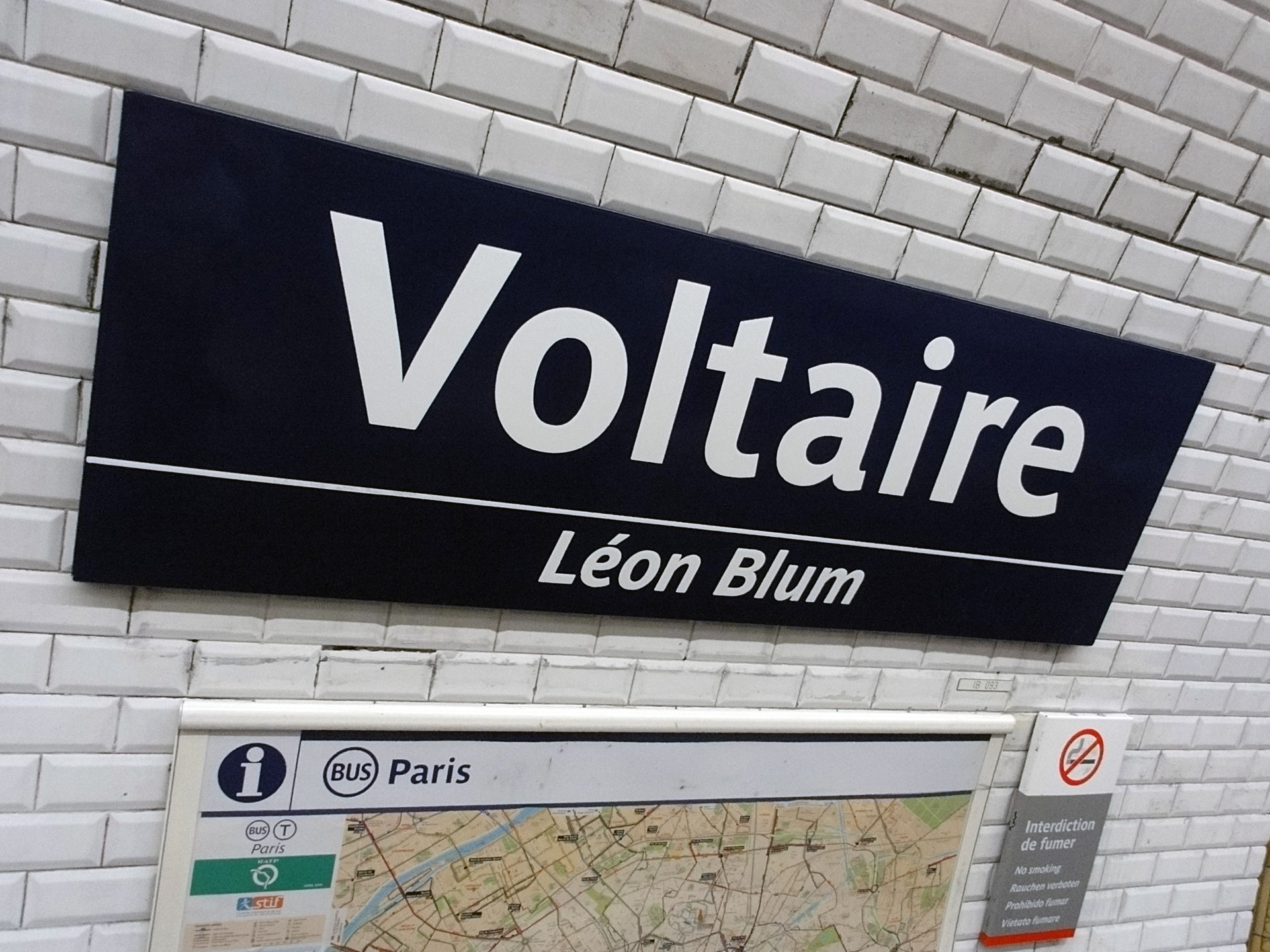
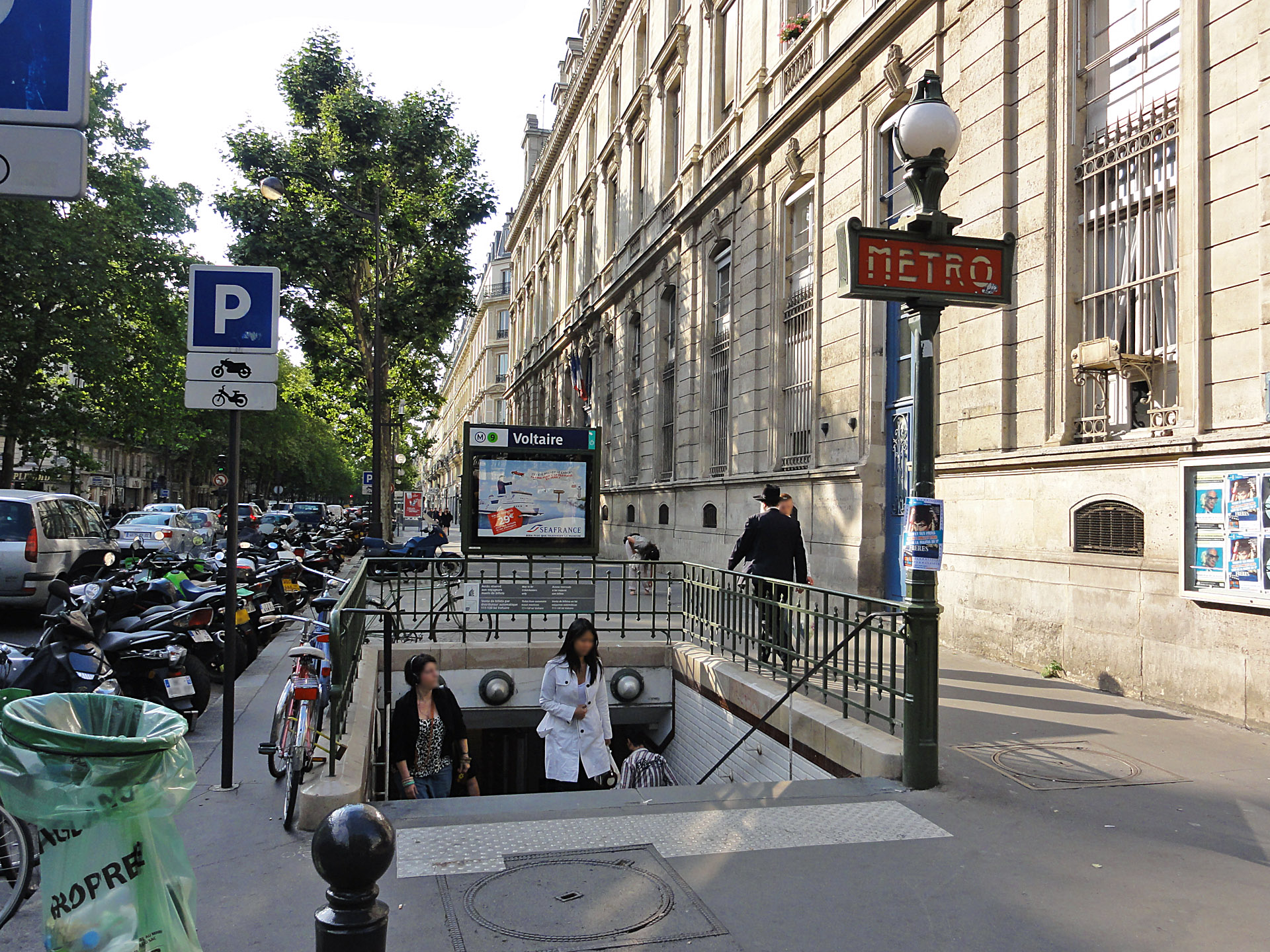
駅入口